# Bifluoride

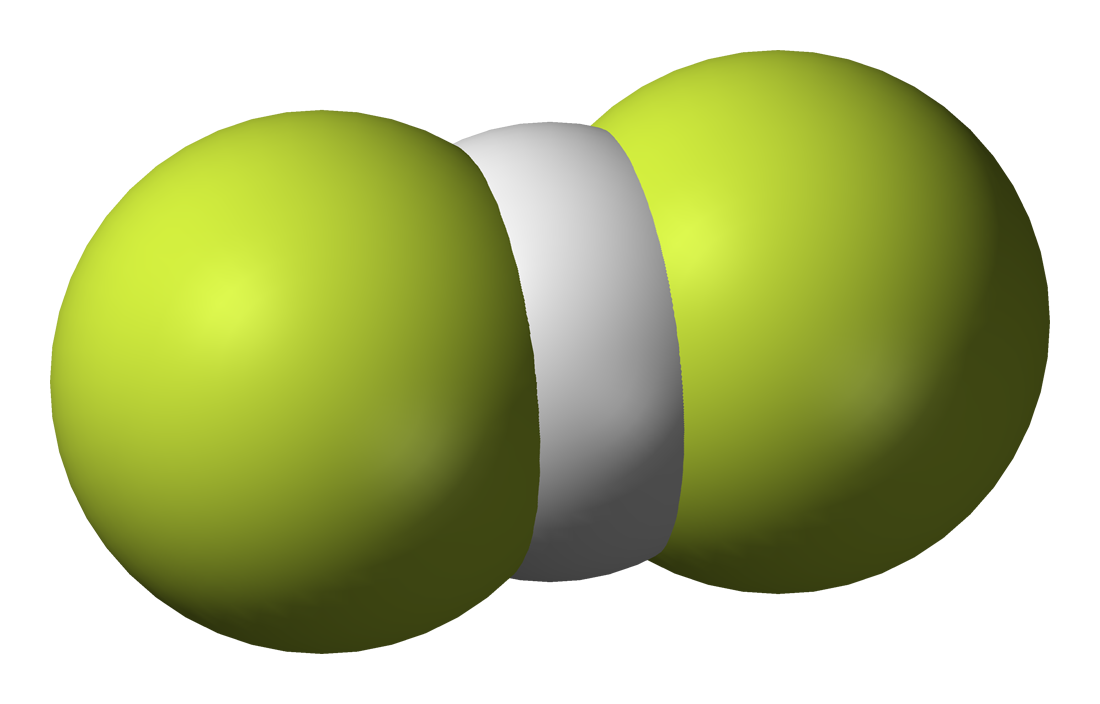
Het bifluoride anion

Het bifluoride-, of waterstof(difluoride)ion is een ion met een chemische formule HF2−.
Dit centrosymmetrische drie-atomige anion [F-H-F]− wordt gekenmerkt door een waterstofbinding die de kroon spant qua sterkte. Men zou het ion kunnen opvatten als de combinatie van een fluoride F−- ion gesolvateerd door een HF molecuul via waterstofbinding, dat wil zeggen als F−··H-F, maar de beide H-F afstanden zijn gelijk in lengte (114 pm) en de sterkte van de binding is verrassend groot: >155 kJ mol−1.
Een moleculair-orbitaldiagram laat zien dat de drie atomen bijeengehouden worden door een 3-centrum-4-elektronbinding.

## Zouten

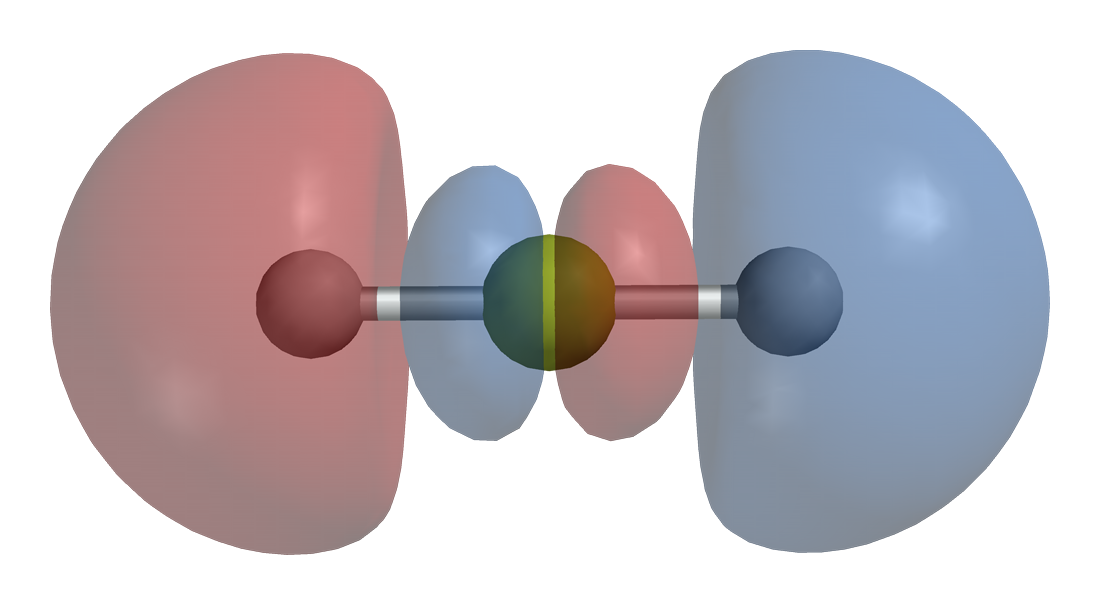
Lowest unoccupied molecular orbital (LUMO)

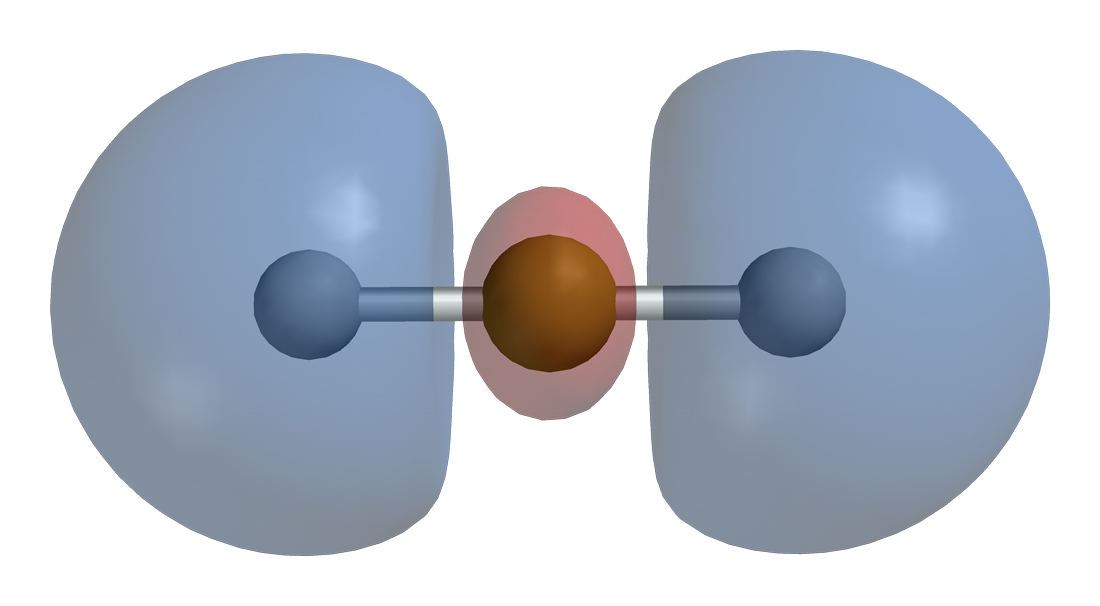
Highest occupied molecular orbital (HOMO)

Het ion is bekend uit een ruim aantal zouten. Voorbeelden zijn kaliumwaterstoffluoride KHF2, en ammoniumbifluoride[NH4][HF2]. Ook organische amines kunnen met HF bifluoriden vormen, bijvoorbeeld di-isopropylammoniumbifluoride C6H16N+·HF2−.
Veel zouten waarvan beweerd wordt dat zij watervrije bronnen van fluoride zijn (zoals tetra-n-butylammoniumfluoride) kunnen ontleden onder afgifte van bifluoride.

## Autodissociatie van zuiver HF
Het bifluoride-ion draagt ook bij tot de ongewoon hoge autoprotolyseconstante van vloeibaar watervrij HF. De stof ondergaat autodissociatie op een wijze die herinnert aan het waterevenwicht. In waterstoffuoride kan het overeenkomstige evenwicht in eerste aanleg geschreven worden als:
HF {\displaystyle \rightleftharpoons } H+ + F−
Echter, beide gevormde ionen kunnen gesolvateerd worden door het oplosmiddel, zodat een betere beschrijving is:
3HF {\displaystyle \rightleftharpoons } H2F+(HF) + HF2−(HF)
Het ion H2F+(HF) is analoog aan het hydroxoniumion in het geval van water.